# 大河内正勝
大河内 正勝（おおこうち まさかつ）は、安土桃山時代から江戸時代初期の武将。江戸幕府旗本。長崎奉行を務めた。平十郎、善兵衛。

## 略歴
大河内正綱の子。母は大久保忠員の娘。兄に足立氏を継いだ足立政定がいる。
正勝も文禄3年（1594年）に16歳で家康の近臣として仕え、後に200俵取りの旗本となり、職制では目付、使番を務めた。慶長4年（1599年）弟の正信が同僚の大久保庄右衛門尉を斬殺して逐電するという騒動が起きており、父と兄は連座を恐れて一時徳川氏を離れている。
寛永2年（1625年）12月11日、武蔵国橘樹郡で250余石を与えられる。後に200俵に替えて駿河国で200石を加増された。
寛永10年（1633年）1月、陸奥国を巡検した。寛永11年（1634年）5月14日、1000石を加増される。寛永14年（1637年）、松江藩藩主・京極忠高が死去した際、松江藩内へ赴いて目付代を務めた。
寛永15年（1638年）11月10日、馬場利重と共に長崎奉行に任命され、一年おきに長崎に行くこととされた。この後、加増があり、最終的に2000石を知行した。寛永17年（1640年）6月13日、奉行を退任して寄合に退く。
同年（寛永17年）6月24日、死去した。62歳。法名は日浄。白銀の立行寺に葬られた。
男子は無かったため外孫の柘植氏を養女に迎え、外叔・大久保忠教の子の政雄を婿養子として家督を相続せしめた。